# Voces Ceibes
Voces Ceibes va ser un col·lectiu de musics gallecs que entre 1968 i 1974 van desenvolupar música en llengua gallega i de contingut social, a semblança del col·lectiu català de Els Setze Jutges o el basc Ez Dok Amairu.

## Història

### Formació
Els inicis de Voces Ceibes van ser el concert que el 9 de maig de 1967 va oferir en Raimon a Santiago de Compostel·la, en uns moments on existia un moviment de cançó protesta en part del món occidental i, en particular, a l'Estat espanyol.
La primera aparició pública del col·lectiu gallec va ser un any després a la Facultat de Medicina de Santiago de Compostel·la, el 26 d'abril de 1968. Al recital van assistir unes 2.000 persones. En aquest primer concert van participar Benedicto amb cançons Eu son a voz do pobo, Un home, Loitemos e Carta a Fuco Buxán; Xavier amb Monólogo do vello traballador, María Soliña, Romance incompleto i Longa noite de pedra; Guillermo Rojo amb Quen tivera vinte anos, Tirade ao chan os fusiles, A vós irmáns, Señor, eu fun poeta; Xerardo Moscoso amb Deuda cumprida i Réquiem Nº II i Vicente Araguas amb Comunión, A cea e Eles non sabían cantar.
El mes de maig de 1968, Vicente Araguas, Benedicto, Xavier del Valle, Xerardo Moscoso, a més de Margariña Valderrama i d'Alfredo Conde funden el grup amb la fita de cantar en gallec cançons de caràcter social. El nom de Voces Ceibes va ser a proposta de Xavier del Valle.

### Consolidació
El 1968, i per mediació de Salvador García Bodaño, s'arriba a un acord amb Edigsa de Barcelona per a publicar el primer disc de cada un dels quatre components.
A finals d'octubre va realitzar tretze actuacions en localitats galleges i, l'1 de desembre va tenir lloc l'actuació més important en el teatre Capitol de Santiago on hi tocaren Benedicto, Xavier, Guillermo Rojo, Xerardo Moscoso, Vicente Araguas i Miro Casabella.
El 25 de gener de 1969 el govern espanyol va declarar l'estat d'excepció; fet que va suposar la paralització dels recitals a l'Estat, però va facilitar l'actuació del col·lectiu a París. El 1970 Xavier deixa Voces Ceibes i entra Xaime Barreiro Gil. Benedicto marxara a fer el servei militar, i Guillermo Rojo acaba deixant el moviment. La primavera de 1971 va abandonar Miro Casabella i va entrar Suso Vaamonde i Bibiano. Per altra banda, la presència de la policia va començar a fer-se habitual en els concerts l.
En 1972 van participar en la gravació d'un disc col·lectiu Cerca de mañana amb Lluís Llach, Elisa Serna, Julia León, Pablo Guerrero, Xavier Ribalta, Imanol Larzábal, Adolfo Celdrán i Juanele. Tanmateix, el mes de desembre de 1974, el col·lectiu va desaparèixer.

## Membres

### Inicials
- Benedicto
- Xavier
- Guillermo Rojo
- Xerardo Moscoso
- Vicente Araguas
- Margariña Valderrama
- Alfredo Conde

### Posteriors
- Miro Casabella
- Xaime Barreiro Gil
- Tino Álvarez
- Suso Vaamonde
- Bibiano